# Hortense Mayaba
Hortense Mayaba (geb. Sallan, * 1959 in Djougou) ist eine beninische Autorin. Sie war zuvor angestellt im Office National de Pharmacie du Bénin. Ihr Debütroman L'Univers infernal erschien 1997 bei dem Verlag Aziza aus Cotonou.

## Veröffentlichungen (Auswahl)
- L’Univers infernal, Aziza, Cotonou 1997
- La robe de Ninie, Editions Ruisseaux d’Afrique, Cotonou 2002, ISBN 99919-970-6-7
- Le syllabaire de Gadjo, Editions Ruisseaux d’Afrique, Cotonou 2003, ISBN 99919-50-16-8
- Arouna le petit champion, Editions Ruisseaux d’Afrique, Cotonou 2003, ISBN 99919-50-14-1
- L’engrenage, Star Editions, Cotonou 2007, ISBN 978-99919-61-76-7